# Arrojadoa
Arrojadoa  es un género de plantas suculentas perteneciente a la familia Cactaceae. Contiene 13 especies aceptadas.

## Descripción
Las especies de este género suelen tener tallos frágiles que alcanzan los 2 metros de altura y de 2 a 5 cm de grosor. Presentan de 10 a 15 costillas y las ramificaciones, aunque suelen ser raras, aparecen generalmente desde la base.
Las flores son nocturnas y tubulares, y llegan a medir de 1 a 3 cm de longitud y de 0,5 a 1 cm de diámetro. Pueden ser de color rosa o carmín.
El fruto es esférico, parecido a una baya, con un diámetro máximo de 1,5 cm que se torna de color rosa o rojo cuando madura.

## Distribución y hábitat
El área de distribución nativa de este género es Brasil y se encuentra en lugares rocosos debajo de arbustos, donde apoyan su frágil tallo. Son plantas subtropicales que no toleran las heladas.

## Taxonomía
El género fue descrito por los botánicos estadounidenses Nathaniel Lord Britton y Joseph Nelson Rose y publicado en The Cactaceae; descriptions and illustrations of plants of the cactus family 2: 170 en 1920.

Etimología
Arrojadoa: nombre genérico que fue otorgado en honor al brasileño Miguel Arrojado Lisboa, superintendente de los Ferrocarriles de Brasil en la época en que Britton y Rose describieron el género en 1920.

## Especies aceptadas
Actualmente, el género Arrojadoa consta de 13 especies aceptadas según la Plants of the World Online (POWO):
| Imagen | Nombre científico                                            | Distribución                                                              |
| ------ | ------------------------------------------------------------ | ------------------------------------------------------------------------- |
|        | Arrojadoa albiflora Buining & Brederoo                       | Nordeste de Brasil (Bahía)                                                |
|        | Arrojadoa bahiensis (P.J.Braun & Esteves) N.P.Taylor & Eggli | Nordeste de Brasil (Bahía)                                                |
|        | Arrojadoa dinae Buining & Brederoo                           | Brasil (desde el sur de Bahía central hasta el norte de Minas Gerais)     |
|        | Arrojadoa eriocaulis Buining & Brederoo                      | Brasil (norte de Minas Gerais)                                            |
|        | Arrojadoa leucostele (Gürke) Anceschi & Magli                | Brasil (desde Bahía hasta el norte de Minas Gerais)                       |
|        | Arrojadoa luetzelburgii (Vaupel) N.P.Taylor                  | Nordeste de Brasil (Bahía)                                                |
|        | Arrojadoa marylaniae Soares Filho & M. Machado               | Nordeste de Brasil (Bahía)                                                |
|        | Arrojadoa multiflora F.Ritter                                | Nordeste de Brasil (Bahía)                                                |
|        | Arrojadoa olsthoorniana Hofacker, M.Machado & R.Pontes       | Brasil (Sur de Bahía)                                                     |
|        | Arrojadoa penicillata (Gürke) Britton & Rose                 | Brasil (desde Bahía hasta el noreste de Minas Gerais)                     |
|        | Arrojadoa pusilliflora (F.Ritter) N.P.Taylor                 | Sudeste de Brasil (Minas Gerais: oeste de la Sierra Geral)                |
|        | Arrojadoa rhodantha (Gürke) Britton & Rose                   | Brasil (desde el sureste de Piauí hasta el norte central de Minas Gerais) |
|        | Arrojadoa violaciflora (Buining) N.P.Taylor                  | Sudeste de Brasil (norte de Minas Gerais)                                 |